# Bacsana Arabuli
Bacsana Arabuli (grúzul:  ბაჩანა არაბული; Tbiliszi, 1994. január 5. –) grúz válogatott labdarúgó, az üzbég Neftchi Fergana játékosa.

## Mérkőzései a grúz válogatottban
| #  | Dátum              | Ellenfél             | Eredmény | Kiírás              | Esemény |
| -- | ------------------ | -------------------- | -------- | ------------------- | ------- |
| 1. | 2017. január 23.   | Üzbegisztán          | 2 – 2    | barátságos mérkőzés | 57'     |
| 2. | 2017. január 25.   | Jordánia             | 0 – 1    | barátságos mérkőzés | 46'     |
| 3. | 2017. június 7.    | Saint Kitts és Nevis | 3 – 0    | barátságos mérkőzés | 46'     |
| 4. | 2018. március 24.  | Litvánia             | 4 – 0    | barátságos mérkőzés | 73'     |
| 5. | 2018. március 27.  | Észtország           | 2 – 0    | barátságos mérkőzés | 69' 77' |
| 6. | 2018. november 15. | Andorra              | 1 – 1    | Nemzetek Ligája     | 78'     |
| 7. | 2019. november 19. | Horvátország         | 1 – 2    | barátságos mérkőzés | 51'     |

## Statisztika
| Válogatott | Szezon   | Mérkőzés | Gól |
| ---------- | -------- | -------- | --- |
| Grúzia     | 2017     | 3        | 0   |
| Grúzia     | 2018     | 3        | 0   |
| Grúzia     | 2019     | 1        | 0   |
| Összesen   | Összesen | 7        | 0   |

## Sikerei, díjai
Dinamo Tbiliszi
- Grúz bajnok: 2015–16
- Grúz kupa: 2015–16
- Grúz szuperkupa: 2015

 Szamtredia
- Grúz bajnok: 2016

 Macarthur
- Ausztrál kupa: 2022